# Palpomyia stella
Palpomyia stella är en tvåvingeart som beskrevs av Tokunaga 1966. Palpomyia stella ingår i släktet Palpomyia och familjen svidknott. Inga underarter finns listade i Catalogue of Life.